# Infinite Defilement
Infinite Defilement ist ein australisches Brutal-Death-Metal- und Deathgrind-Projekt aus Melbourne, das 2007 gegründet wurde. Der Sitz ist mittlerweile in Byron Bay.

## Geschichte
Infinite Defilement ist das Ende 2007 gegründete Soloprojekt des Musikers Jacob Smith. 2008 gab es das erste Lebenszeichen in Form des Demos Promo 2008, das aus vier Lieder besteht, ehe 2009 bei dem texanischen Label Deformed Fetus Productions das Debütalbum Disgorging Humanity erschien. Danach ging das Projekt in eine rund vierjährige Pause. 2015 wurde über Rotten Music das Album Destroyer of All Things veröffentlicht.

## Stil
Brian Giffin ordnete das Projekt in seiner Encyclopedia of Australian Heavy Metal dem Brutal Death Metal zu. Michel Renaud von metalcrypt.com schrieb in seiner Rezension zur Split-Veröffentlichung mit Egemony und Flesh Impaled, dass hierauf Deathgrind zu hören ist, wobei der Grindcore-Anteil etwas überwiege. Der gutturale Gesang von Smith sei dabei sehr tief und monoton. Andy Christos von brutalism.com gab in seiner Rezension zur Split-Veröffentlichung mit Perverted Dexterity an, dass Smith hierauf klassischen, okkulten, brutalen Death Metal spielt, wobei er tiefen gutturalen Gesang, Blastbeats und Doublebass einsetze.

## Diskografie
- 2008: Perpetual Desecration of Being (Demo, Eigenveröffentlichung)
- 2008: Promo 2008 (Demo, Sevared Records)
- 2008: One Man 3 Way Split (Split mit Egemony und Flesh Impaled, Sevared Records)
- 2009: Disgorging Humanity (Album, Deformed Fetus Productions)
- 2013: Born Wretched (Single, Eigenveröffentlichung)
- 2013: Extinction of Species (Single, Eigenveröffentlichung)
- 2013: Euthanize the Insignificant (Single, Eigenveröffentlichung)
- 2013: First Recording (2007) (Single, Eigenveröffentlichung)
- 2014: Disemboweling the Divine (EP, Sevared Records)
- 2015: Promo 2015 (Demo, Eigenveröffentlichung)
- 2015: Destroyer of All Things (Album, Rotten Music)
- 2015: Enslave the Earth (Single, Eigenveröffentlichung)
- 2015: Infinite Dexterity (Split mit Perverted Dexterity, Sevared Records)